# Nagib Zattar
Nagib Zattar (Joinville, 11 de setembro de 1923 - Joinville, 18 de dezembro de 2000) foi um político brasileiro.
Filho de Calixto Jocob Zattar e de Sada Zattar. Casou com Gilda Delitsch Zattar.
Foi deputado à Assembleia Legislativa de Santa Catarina na 9ª legislatura (1979 — 1983) e na 10ª legislatura (1983 — 1987).
Foi o vereador de Joinville entre 1969 - 1978.
Morreu em 18 de dezembro de 2000 no Hospital Dona Helena, vítima de câncer, aos 77 anos.